# محكمة كنسية

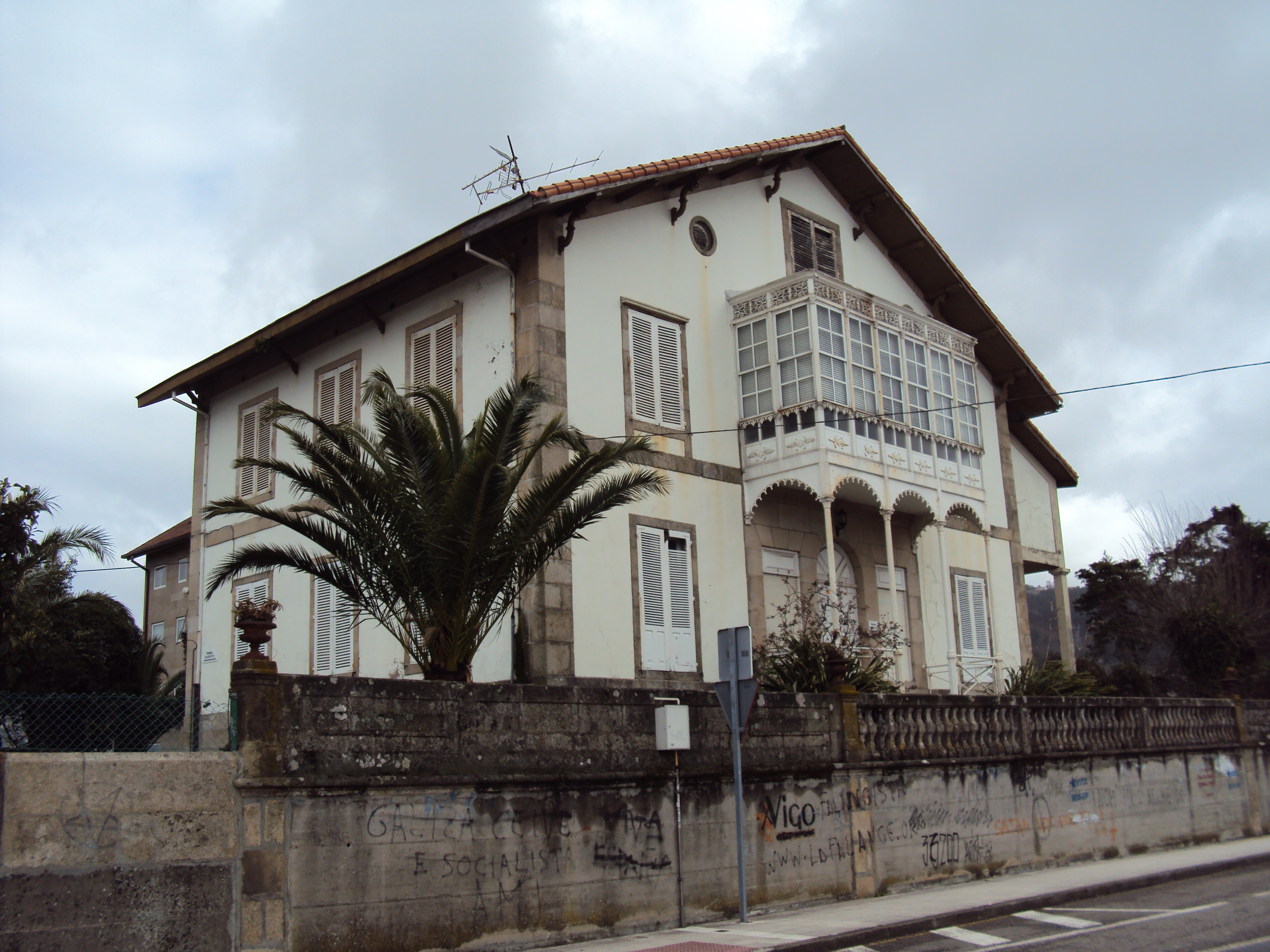

المحكمة الكنسيّة أو المحكمة المسيحيّة أو المحكمة الروحيّة هي نوع من المحاكم ذات الاختصاص في المسائل الروحية أو الدينيّة. في العصور الوسطى وفي مناطق كثيرة من أوروبا كان لهذه المحاكم صلاحيات أوسع بكثير قبل تطور الدول القومية. تعتمد المحاكم الكنسيّة على القانون الكنسي وهو النظام الأساسي القانوني لمجموعة القوانين والأنظمة الصادرة أو التي تعتمدها السلطة الكنسيّة والمنظمات المسيحية وأعضائها. وتُطبق الكنائس قانون جستنيان في مسائل الأحوال الشخصية.

## مواقع خارجية
- Catholic history of court
- Courts of the Church of England (brief)
- Courts of the Church of England, detailed (archive link)
- Archives of the Court of Arches at Lambeth Palace Library